# Un bravo poliziotto
Un bravo poliziotto (in lingua ebraica Hashoter Hatov) è una serie televisiva israeliana creata da Erez Aviram e Tomer Aviram e nel 2018 Netflix ha creato la serie omonima statunitense. La prima stagione è stata interamente pubblicata a livello locale il 15 agosto 2015 su Yes Studios. Nel 2018 viene realizzato il remake The Good Cop.

## Trama
Un ufficiale della polizia di Israele è zelante ai lavori, tranne i suoi colleghi.

## Personaggi e interpreti

### Principali
- Danny Konfino, interpretato da Yuval Semo
- Corinne, la collega di Danny, interpretata da Ortal Ben-Shoshan
- Yona Konfino, mamma di Danny, interpretata da Liora Rivlin
- Yizhar Konfino, papà di Danny, interpretato da Moshe Ivgy
- Sergente Dubi, interpretato da Yigal Adika
- Capitano Rabbi, interpretato da Guy Loel
- Razi, interpretato da Loai Nofi

### Ricorrenti
- Dhalit, ex prima fidanzata di Danny, interpretata da Vered Feldman
- Reuven, lo psicologo della polizia israeliana, interpretato da Gilad Kalter
- Shuli, ex seconda fidanzata di Danny, interpretata da Ayala Zilberman
- Roncho, il figlio di Dhalit, interpretato da Avi Shnaidman

## Episodi
| Stagione         | Episodi | Pubblicazione Israele | Pubblicazione Italia |
| ---------------- | ------- | --------------------- | -------------------- |
| Prima stagione   | 15      | 2015                  | 2019                 |
| Seconda stagione | 15      | 2016                  | inedita              |